# ایستگاه کپستان
ایستگاه کپستان (انگلیسی: Capstan station) ک ایستگاه مرتفع در خط کانادا مترو ونکوور اسکای‌ترین (ونکوور) سیستم حمل و نقل سریع مترو است. این ایستگاه در ریچموند، بریتیش کلمبیا واقع شده‌است.